# Reid-Ramsay-Dampfturbinenlokomotive
Die Reid-Ramsay-Dampfturbinenlokomotive war eine 1909/1910 nach Plänen der britischen Ingenieure Hugh Reid und David MacNab Ramsay gebaute Dampfturbinenlokomotive mit elektrischer Kraftübertragung.

## Geschichte
Fast zeitgleich mit Giuseppe Belluzzo erprobten auch die beiden britischen Ingenieure Reid und Ramsey die Anwendbarkeit der Dampfturbine als Antrieb für Lokomotiven. Im Gegensatz zu Belluzzo nutzten die beiden Briten die elektrische Kraftübertragung und die Dampfkondensation.
Das Fahrzeug führte verschiedene Probefahrten auf den Strecken der Caledonian Railway und der North British Railway durch. Durch die gewählte Konstruktion war die Lokomotive zur erzielten Leistung relativ schwer, so dass etwaige Ersparnisse beim Brennstoff weitgehend aufgezehrt wurden. Zu Beginn des Ersten Weltkrieges im Jahr 1914 wurden die Versuche eingestellt. Der Rahmen und die Drehgestelle wurden 1923 bei der Mac Leod-Reid-Dampfturbinenlokomotive weitergenutzt.

## Konstruktive Merkmale

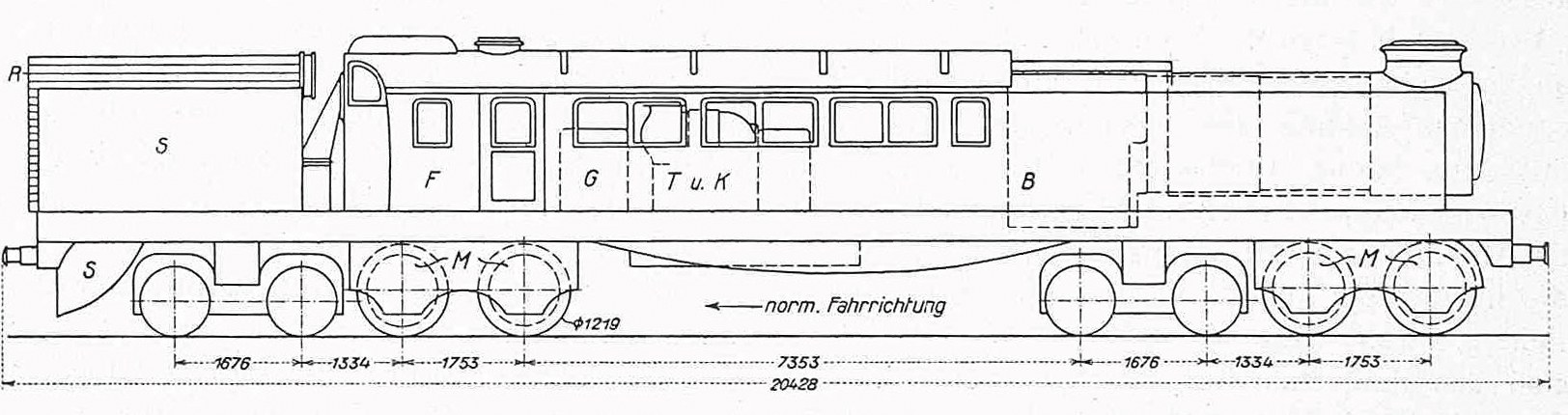
Aufriss mit Legende

Die Lokomotive besaß einen durchgehenden Rahmen mit zwei Drehgestellen. Auf dem Rahmen war vorn über dem ersten Drehgestell der Kühler für das Kondensator-Kühlwasser, dann folgte über der Rahmenmitte die eingehauste Maschinenanlage. Der Kessel befand sich über dem hinteren Drehgestell. Die Kohle- und Wasservorräte waren beidseits des Kessels untergebracht.
Der erzeugte Dampf wurde einer Parsons-Turbine zugeführt. Diese Turbine trieb bei konstant 3000 min−1 einen Generator an. Dieser versorgte vier auf die Antriebsachsen montierte Reihenschlussmotoren mit einer Spannung von 200 bis 600 V.
Der Abdampf aus der Turbine wurde in den Einspritz-Kondensator geleitet. Von dort wurde das Kondenswasser in den Heißwasserausgleichsbehälter geführt. Der Kessel wurde über Speisepumpen aus dem Ausgleichsbehälter mit Wasser beschickt. Überschusswasser wurde über den Röhrenluftkühler in die  Wassertanks zurück geleitet. Wasser aus diesen Tanks diente als Einspritzwasser im Kondensator. Alle Wasserpumpen wurden durch Hilfsturbinen angetrieben.
Auf Grund der Abdampfkondensation der Kondensationslokomotive war eine Blaswirkung des Abdampfes nicht mehr vorhanden.  Ein im Kühler angebrachter Ventilator, angetrieben durch eine Hilfsturbine, versorgte deshalb die Feuerbüchse mit der notwendigen Frischluft.